# La Malesa
La Malesa és un turó i jaciment arqueològic a Castellar del Vallès (Vallès Occidental), inclòs a l'Inventari del Patrimoni Arqueològic i Paleontològic de Catalunya.
Es troba en una talaia de pedra sobre el riu Ripoll, allà on aquest descriu una sobtada corba vers el nord, davant de l'indret de Fontsacalents i el Gorg d'en Fitó. Amb una alçada que no supera els 340 metres sobre el nivell del mar, és un lloc que domina el riu i els camins que el segueixen per accedir muntanya amunt, i és per tant un indret estratègic de control del pas i del territori. Vers migjorn, el turó cedeix lloc a una plana apta per als treballs agrícoles.

## Història
El descobriment del jaciment es remunta als anys 70, quan en uns treballs de remoció de terres, amb la finalitat d'obrir unes rases de conreu, es trobaren diferents restes de ceràmiques ibèriques (àmfora ibèrica, Càlat bicònic de pasta grisa, dolium i àmfora Mañá C-2) i d'importació itàlica (àmfora dressel 1A). El 1973 Pere Mañé recollí d'altres fragments i establí l'àrea d'ocupació del jaciment; més tard, el 1987, es va realitzar una altra prospecció amb recuperació de ceràmica d'època romana republicana i materials del que podria ser un hàbitat Alt Medieval. Alguns experts afirmen l'existència d'estructures construïdes en pedra seca i paviments de terra batuda, així com la presència d'escòria de ferro. Als anys 90, una altra prospecció aportà alguns fragments de ceràmica feta a mà que es definiren de l'edat del Bronze en una petita balma situada al nord del turo.

## Interpretació
L'indret, doncs, sembla haver estat ocupat majoritàriament en el període de l'Ibèric Ple pel poble dels Laietans. Durant aquest període de l'Ibèric Ple, es consolida una jerarquització del territori en la que cohabiten un conjunt de nuclis per sobre la resta, els oppida situats en zones estratègiques. Aquests, controlarien una densa xarxa assentaments menors i amb diferents funcions que passarien des de la defensa i control del territori, fins a la producció i l'hàbitat de la població rural.
La Malesa, durant aquest període, formaria un nucli dedicat principalment a tasques agropecuàries i metal·lúrgiques, ja que les troballes d'escòries de ferro en el jaciment així ho indicarien. Coll et alii proposen la procedència d'aquest metall de l'única mena de ferro coneguda a la zona i situada a pocs metres del jaciment i ja esmentada en un document del S.X. El petit nucli de La Malesa podria ser un establiment complementari del poblat principal de la zona que se situaria en el jaciment del Castell de Castellar, ocupat ja des de l'edat del ferro. Aquest tindria una extensió de 1.500 metres quadrats del qual es conserven estructures d'habitació. El poblat del Castell de Castellar formaria part dels assentaments d'aquesta època amb una funcionalitat de control territorial potser adscrit al gran nucli de població de l'àrea, el turó de la Torre Roja, entre Caldes de Montbui i Sentmenat.
Durant tot el període ibèric existirien, a l'actual terme de Castellar del Vallès, altres indrets on s'han trobat restes de ceràmica, però dels que es fa difícil interpretar la seva funcionalitat i cronologia específica, com són El Pitu de Can Barba, Can Massagué, Can Riera, Ca n'Oliver, el Molí d'en Busquets, Castellar Vell, La Moreria i els Camps de Can Sallent. Cal destacar el jaciment de les Feixes del Casal a la Soleia del Cosidor on l'any 2000 s'excavà un petit assentament d'hàbitat rural adscrit a l'Ibèric Final.
Durant l'alta edat mitjana l'indret de la Malesa fou possiblement ocupat, en la seva part sud, per un petit assentament rural que esdevingué el Mas Pujol.

## El gorg d'en Fito
El gorg d'en Fitó es troba al nord-oest del turó de la Malesa, a Castellar del Vallès. El gorg forma part de l'ampli repertori que ofereix el riu Ripoll quan passa per la muntanya. L'indret fou modelat quan el riu portava molt cabal i es creu que un moviment tectònic, va produir una gran trencadissa al nord de la muntanya i l'obertura de cinc cavitats. Sota el trencament de cingles es va formar un embassament de forma romboïdal, amb uns trenta metres de diàmetre. La seva riba esquerra està limitada per una esvelta cinglera, que té un curiós i bonic abalmament. A la riba dreta hi ha abundant vegetació i, en un extrem, neix una cinglera que puja en diagonal pel vessant nord del Turó de la Malesa.
Al tram entre el meandre de Mas Olivet i el gorg d'en Fitó hi trobem esparsos de noguerola, (Pistacia terebinthus), un arbret considerat rar als Països Catalans i especialment al Vallès. Es tracta d'una espècie pròpia de la muntanya mitjana mediterrània de regions més continentals. A més, també hi ha exemplars híbrids de Pistacia lentiscus i Pistacia terebinthus. L'àmbit d'aquesta població s'estén més enllà de l'àmbit del riu, cap a la carretera de Mas Olivet i cap al turó de Castelló.